# Damien Chazelle
Damien Sayre Chazelle (Providence, 19 gennaio 1985) è un regista, sceneggiatore e produttore cinematografico statunitense.
È principalmente noto per aver diretto i film Whiplash (2014), La La Land (2016), First Man - Il primo uomo (2018) e Babylon (2022). Nel 2016 ottiene il plauso di pubblico e critica per la pellicola musicale La La Land, con il quale si aggiudica due Golden Globe, un British Academy Film Awards e il Premio Oscar al miglior regista, diventando a 32 anni il più giovane regista nella storia degli Oscar a vincere la statuetta.

## Biografia
Chazelle nasce a Providence, nel Rhode Island, figlio del francese Bernard Chazelle, professore di Scienze Informatiche all'Università di Princeton, e della canadese-americana Celia Chazelle (nata Martin), professoressa di storia medievale presso il College of New Jersey. Chazelle cresce a Princeton, nel New Jersey, dove, pur essendo di famiglia cattolica, frequenta per quattro anni una scuola ebraica.
Il cinema è stato il primo amore di Chazelle, ma durante l'adolescenza egli mira a divenire un musicista e prova a farsi un nome come batterista jazz durante i suoi anni alla Princeton High School. Chazelle ha dichiarato di aver avuto un professore di musica molto esigente, al quale il regista si è poi ispirato per creare il personaggio di Terence Fletcher nel suo primo film di successo, Whiplash. A differenza del protagonista di tale film, Chazelle ha detto di essere sempre stato consapevole di non avere il talento necessario per diventare un grande musicista, e infatti, dopo il diploma, torna ad appassionarsi al cinema. Frequenta con successo il dipartimento di Studi Visivi ed Ambientali all'Università di Harvard, dove si laurea nel 2007. Nei suoi anni ad Harvard, Chazelle divide un appartamento con Justin Hurwitz, compositore e suo frequente collaboratore negli anni successivi.

### Carriera
Ha esordito come regista e sceneggiatore con Guy and Madeline on a Park Bench, film dedicato al jazz, che include nella propria tesi di laurea e al quale collabora anche Hurwitz. Successivamente ha partecipato alla scrittura dei soggetti di The Last Exorcism - Liberaci dal male (2013) e Il ricatto (2013). Con il suo secondo film da regista, Whiplash (2014), basato sull'omonimo cortometraggio del 2013, ha ricevuto il plauso della critica. Il film è stato presentato al Sundance Film Festival, dove vince il Gran premio della giuria: U.S. Dramatic e il Premio del pubblico. Ai Premi Oscar 2015 riceve 5 candidature, tra cui quella alla migliore sceneggiatura non originale riservata a Chazelle.
Nel 2017 il suo terzo film lo consacra sulla scena mondiale: il musical La La Land, presentato in anteprima alla 73ª Mostra internazionale d'arte cinematografica di Venezia, che vede protagonisti gli attori Ryan Gosling ed Emma Stone e che porterà al trio di artisti numerosi premi a livello internazionale. Nel gennaio 2017 Chazelle infatti vince due Golden Globe come miglior regista e per la miglior sceneggiatura, premi che si aggiungono alla vittoria di 7 Golden Globe in totale, un record, tra cui miglior film commedia o musicale. Ai Premi BAFTA 2017, La La Land, riceve ben 11 candidature e vince per il miglior film, miglior fotografia, miglior colonna sonora, miglior canzone per "City of Stars" e miglior attrice protagonista a Emma Stone; Chazelle riceve il suo primo BAFTA al miglior regista. Il film riceve anche il numero record di 14 candidature ai Premi Oscar 2017 (eguagliando i film Titanic ed Eva contro Eva), vincendone 6. Chazelle riceve l'Oscar al miglior regista, divenendo all'età di 32 anni, un mese e 7 giorni il più giovane regista della storia degli Oscar a vincere il premio.
Nel 2018 torna a lavorare nuovamente con Ryan Gosling in First Man - Il primo uomo, pellicola biografica sull'astronauta Neil Armstrong. Il film ha ricevuto recensioni positive, con Owen Gleiberman della rivista Variety che ha scritto che "Chazelle orchestra uno stato d'animo di avventura straordinariamente originale intriso di ansia". Due anni più tardi dirige due episodi della serie televisiva Netflix The Eddy, da lui prodotta.
Nel 2022 dirige Babylon, pellicola ambientata nella Hollywood degli anni '20, con protagonisti Margot Robbie e Brad Pitt.
Nel 2023 è il presidente di giuria del Concorso Ufficiale del Festival del Cinema di Venezia.

## Vita privata
Ha sposato la produttrice Jasmine McGlade nel 2010 ed hanno in seguito divorziato nel 2014. Nell'ottobre 2017, Chazelle e l'attrice Olivia Hamilton, laureata alla Princeton University, hanno annunciato il loro fidanzamento, sposandosi il 22 settembre 2018. Hanno un figlio nato a novembre 2019.

## Filmografia

### Regista

#### Cinema
- Guy and Madeline on a Park Bench (2009)
- Whiplash (2014)
- La La Land (2016)
- First Man - Il primo uomo (First Man) (2018)
- Babylon (2022)

#### Televisione
- The Eddy - miniserie TV, 2 episodi (2020)

#### Cortometraggi
- Whiplash (2013)
- The Stunt Double (2020)

#### Spot pubblicitari
- Perfetto, spot della De'Longhi (2021)

### Sceneggiatore

#### Lungometraggi
- Guy and Madeline on a Park Bench (2009)
- Il ricatto (Grand Piano) (2013)
- The Last Exorcism - Liberaci dal male (The Last Exorcism) (2013)
- Whiplash (2014)
- 10 Cloverfield Lane, regia di Dan Trachtenberg (2016)
- La La Land (2016)
- Babylon (2022)

### Produttore
- First Man - Il primo uomo (First Man), regia di Damien Chazelle (2018)
- The Eddy - miniserie TV, 8 episodi (2020)

### Attore
- Sergio Leone - L'italiano che inventò l'America, regia di Francesco Zippel (2022)

## Riconoscimenti
- Premio Oscar
  - 2015 – Candidatura per la miglior sceneggiatura non originale per Whiplash[2]
  - 2017 – Candidatura per la miglior sceneggiatura originale per La La Land[7]
  - 2017 – Oscar al miglior regista per La La Land[10]

- Golden Globe
  - 2017 – Miglior regista per La La Land[3]
  - 2017 – Migliore sceneggiatura per La La Land[3]

- BAFTA
  - 2015 – Candidatura per la Miglior regia per Whiplash
  - 2017 – Miglior regia per La La Land[5]

- Critics' Choice Movie Award
  - 2014 - Candidatura per la miglior sceneggiatura originale per Whiplash

- Independent Spirit Award
  - 2015 – Candidatura per il miglior regista per Whiplash

- Writers Guild of America Award
  - 2015 – Candidatura per la miglior sceneggiatura originale per Whiplash

- Satellite Award
  - 2015 – Candidatura per il miglior regista per Whiplash

- Saturn Award
  - 2015 – Candidatura per la miglior sceneggiatura per Whiplash[17]

- Sundance Film Festival
  - 2014 – Gran premio della giuria: U.S. Dramatic per Whiplash[1]
  - 2014 – Premio del pubblico: U. S. Dramatic per Whiplash[1]